# Condado de Orange (Vermont)
O Condado de Orange é um dos 14 condados do estado americano de Vermont. Sua sede de condado é Chelsea, e sua maior cidade é Randolph.
O condado possui uma área de 1 792 km² (dos quais 8² estão cobertos por água) uma população de 28 226 habitantes, e uma densidade populacional de 19 hab/km² (segundo o censo nacional de 2000).
O condado foi fundado em 1781.